# Беј Безен
Беј Безен (фр. Boeil-Bezing) насеље је и општина у југозападној Француској у региону Аквитанија, у департману Атлантски Пиринеји која припада префектури По.
По подацима из 2011. године у општини је живело 1236 становника, а густина насељености је износила 145,41 становника/km². Општина се простире на површини од 8,50 km². Налази се на средњој надморској висини од 234 метара (максималној 412 m, а минималној 218 m).

## Демографија
| 1962. | 1968. | 1975. | 1982. | 1990. | 1999. | 2011. |
| ----- | ----- | ----- | ----- | ----- | ----- | ----- |
| 773   | 791   | 930   | 1.009 | 962   | 935   | 1.236 |

График промене броја становника у току последњих година